# Вільяр-де-Гальїмасо
Вільяр-де-Гальїмасо (ісп. Villar de Gallimazo) — муніципалітет в Іспанії, у складі автономної спільноти Кастилія-і-Леон, у провінції Саламанка. Населення — 176 осіб (2010).
Муніципалітет розташований на відстані близько 150 км на північний захід від Мадрида, 31 км на схід від Саламанки.
На території муніципалітету розташовані такі населені пункти: (дані про населення за 2010 рік)
- Педресуела-де-Сан-Брісіо: 2 особи
- Вільяр-де-Гальїмасо: 174 особи

## Демографія
Динаміка населення (INE ):

## Зовнішні посилання
- Провінційна рада Саламанки: індекс муніципалітетів [Архівовано 23 квітня 2009 у Wayback Machine.]
- Посилання на Google Maps